# Самміт (округ Дуглас, Вісконсин)
Самміт (англ. Summit) — місто (англ. town) в США, в окрузі Дуглас штату Вісконсин. Населення — 1030 осіб (2020).

## Демографія
Згідно з переписом 2010 року, у місті мешкали 1063 особи в 438 домогосподарствах у складі 321 родини. Було 635 помешкань
Расовий склад населення:
| - 97,0 % — білих - 0,7 % — корінних американців - 0,3 % — азіатів |

До двох чи більше рас належало 2,0 %. Частка іспаномовних становила 0,4 % від усіх жителів.
За віковим діапазоном населення розподілялося таким чином: 20,6 % — особи молодші 18 років, 65,6 % — особи у віці 18—64 років, 13,8 % — особи у віці 65 років та старші. Медіана віку мешканця становила 45,7 року. На 100 осіб жіночої статі у місті припадало 109,3 чоловіків;  на 100 жінок у віці від 18 років та старших — 110,5 чоловіків також старших 18 років.
Середній дохід на одне домашнє господарство  становив 68 227 доларів США (медіана — 58 250), а середній дохід на одну сім'ю — 81 550 доларів (медіана — 83 056). Медіана доходів становила 48 750 доларів для чоловіків та 37 262 долари для жінок. За межею бідності перебувало 10,7 % осіб, у тому числі 15,1 % дітей у віці до 18 років та 6,0 % осіб у віці 65 років та старших.
Цивільне працевлаштоване населення становило 505 осіб. Основні галузі зайнятості: освіта, охорона здоров'я та соціальна допомога — 25,7 %, роздрібна торгівля — 15,4 %, транспорт — 10,7 %, будівництво — 8,3 %.